# Bol'sheukovsky (huyện)
Huyện Bol'sheukovsky (tiếng Nga: ? райо́н) là một huyện hành chính tự quản (raion), của Tỉnh Omsk, Nga. Huyện có diện tích 9601 km². Trung tâm của huyện đóng ở Bol'shiye Uki.